# J Balvin/Diskografie
Diese Diskografie ist eine Übersicht über die musikalischen Werke des kolumbianischen Latin-Pop-Sängers J Balvin. Den Schallplattenauszeichnungen zufolge hat er bisher mehr als 104,4 Millionen Tonträger verkauft. Seine erfolgreichste Veröffentlichung ist die Single I Like It mit über 15,7 Millionen verkauften Einheiten.

## Alben

### Studioalben
| Jahr | Titel Musiklabel                     | Höchstplatzierung, Gesamtwochen, AuszeichnungChartplatzierungen (Jahr, Titel, Musiklabel, Platzierungen, Wochen, Auszeichnungen, Anmerkungen) | Höchstplatzierung, Gesamtwochen, AuszeichnungChartplatzierungen (Jahr, Titel, Musiklabel, Platzierungen, Wochen, Auszeichnungen, Anmerkungen) | Höchstplatzierung, Gesamtwochen, AuszeichnungChartplatzierungen (Jahr, Titel, Musiklabel, Platzierungen, Wochen, Auszeichnungen, Anmerkungen) | Höchstplatzierung, Gesamtwochen, AuszeichnungChartplatzierungen (Jahr, Titel, Musiklabel, Platzierungen, Wochen, Auszeichnungen, Anmerkungen) | Höchstplatzierung, Gesamtwochen, AuszeichnungChartplatzierungen (Jahr, Titel, Musiklabel, Platzierungen, Wochen, Auszeichnungen, Anmerkungen) | Höchstplatzierung, Gesamtwochen, AuszeichnungChartplatzierungen (Jahr, Titel, Musiklabel, Platzierungen, Wochen, Auszeichnungen, Anmerkungen) | Höchstplatzierung, Gesamtwochen, AuszeichnungChartplatzierungen (Jahr, Titel, Musiklabel, Platzierungen, Wochen, Auszeichnungen, Anmerkungen) | Höchstplatzierung, Gesamtwochen, AuszeichnungChartplatzierungen (Jahr, Titel, Musiklabel, Platzierungen, Wochen, Auszeichnungen, Anmerkungen) | Anmerkungen                                       |
| Jahr | Titel Musiklabel                     | DE | AT | CH | UK | US | Latin | ES | CO | Anmerkungen                                       |
| ---- | ------------------------------------ | --- | --- | --- | --- | --- | --- | --- | --- | ------------------------------------------------- |
| 2010 | Real EMI Music (EMI)                 | — | — | — | — | — | — | — | CO— GoldCO | Erstveröffentlichung: 7. Mai 2010                 |
| 2011 | El negocio EMI Music (EMI)           | — | — | — | — | — | — | — | — | Erstveröffentlichung: 25. März 2011               |
| 2013 | La familia Capitol Records (UMG)     | — | — | — | — | — | Latin10 ×7Siebenfachplatin · (168 Wo.)Latin                                                                                                   | — | CO— ×5FünffachplatinCO | Erstveröffentlichung: 29. Oktober 2013            |
| 2016 | Energía Capitol Records (UMG)        | — | — | CH49 (1 Wo.)CH | — | US38 (2 Wo.)US | Latin1 ×4Vierfachplatin · (179 Wo.)Latin | ES44 (1 Wo.)ES | CO— ×5FünffachplatinCO | Erstveröffentlichung: 24. Juni 2016               |
| 2018 | Vibras Universal Music Latino (UMG)  | — | — | CH20 (1 Wo.)CH | — | US15 (18 Wo.)US | Latin1 ×7Diamant + Siebenfachplatin · (181 Wo.)Latin                                                                                          | ES62 (13 Wo.)ES | — | Erstveröffentlichung: 25. Mai 2018                |
| 2019 | Oasis Universal Music Latino (UMG)   | — | — | CH22 (4 Wo.)CH | — | US9 (34 Wo.)US | Latin1 ×2Doppeldiamant · (268 Wo.)Latin | ES23 Gold · (88 Wo.)ES | — | Erstveröffentlichung: 28. Juni 2019 mit Bad Bunny |
| 2020 | Colores Universal Music Latino (UMG) | DE56 (2 Wo.)DE | AT35 (1 Wo.)AT | CH9 (12 Wo.)CH | — | US15 (10 Wo.)US | Latin2 Diamant · (95 Wo.)Latin | ES2 Platin · (123 Wo.)ES | CO— ×2DoppeldiamantCO | Erstveröffentlichung: 19. März 2020               |
| 2021 | Jose Universal Music Latino (UMG)    | — | — | CH14 (3 Wo.)CH | — | US12 (9 Wo.)US | Latin1 ×4Diamant + Vierfachplatin · (84 Wo.)Latin                                                                                             | ES1 Gold · (90 Wo.)ES | CO— ×2DoppeldiamantCO | Erstveröffentlichung: 10. September 2021          |
| 2024 | Rayo Capitol Records (UMG)           | — | — | CH39 (1 Wo.)CH | — | — | Latin13 Gold · (4 Wo.)Latin | ES6 (10 Wo.)ES | — | Erstveröffentlichung: 9. August 2024              |

### Mixtapes
| Jahr | Titel Musiklabel                  | Höchstplatzierung, Gesamtwochen, AuszeichnungChartplatzierungen (Jahr, Titel, Musiklabel, Platzierungen, Wochen, Auszeichnungen, Anmerkungen) | Höchstplatzierung, Gesamtwochen, AuszeichnungChartplatzierungen (Jahr, Titel, Musiklabel, Platzierungen, Wochen, Auszeichnungen, Anmerkungen) | Höchstplatzierung, Gesamtwochen, AuszeichnungChartplatzierungen (Jahr, Titel, Musiklabel, Platzierungen, Wochen, Auszeichnungen, Anmerkungen) | Höchstplatzierung, Gesamtwochen, AuszeichnungChartplatzierungen (Jahr, Titel, Musiklabel, Platzierungen, Wochen, Auszeichnungen, Anmerkungen) | Höchstplatzierung, Gesamtwochen, AuszeichnungChartplatzierungen (Jahr, Titel, Musiklabel, Platzierungen, Wochen, Auszeichnungen, Anmerkungen) | Höchstplatzierung, Gesamtwochen, AuszeichnungChartplatzierungen (Jahr, Titel, Musiklabel, Platzierungen, Wochen, Auszeichnungen, Anmerkungen) | Höchstplatzierung, Gesamtwochen, AuszeichnungChartplatzierungen (Jahr, Titel, Musiklabel, Platzierungen, Wochen, Auszeichnungen, Anmerkungen) | Höchstplatzierung, Gesamtwochen, AuszeichnungChartplatzierungen (Jahr, Titel, Musiklabel, Platzierungen, Wochen, Auszeichnungen, Anmerkungen) | Anmerkungen                         |
| Jahr | Titel Musiklabel                  | DE | AT | CH | UK | US | Latin | ES | CO | Anmerkungen                         |
| ---- | --------------------------------- | --- | --- | --- | --- | --- | --- | --- | --- | ----------------------------------- |
| 2012 | J Balvin Mix Tape EMI Music (EMI) | — | — | — | — | — | — | — | — | Erstveröffentlichung: 2012          |
| 2025 | Mixteip Sueños Globales (UMG)     | — | — | — | — | — | — | ES91 (1 Wo.)ES | — | Erstveröffentlichung: 18. Juli 2025 |

## Singles

### Als Leadmusiker
| Jahr | Titel Album                                                                      | Höchstplatzierung, Gesamtwochen, AuszeichnungChartplatzierungen (Jahr, Titel, Album, Platzierungen, Wochen, Auszeichnungen, Anmerkungen) | Höchstplatzierung, Gesamtwochen, AuszeichnungChartplatzierungen (Jahr, Titel, Album, Platzierungen, Wochen, Auszeichnungen, Anmerkungen) | Höchstplatzierung, Gesamtwochen, AuszeichnungChartplatzierungen (Jahr, Titel, Album, Platzierungen, Wochen, Auszeichnungen, Anmerkungen) | Höchstplatzierung, Gesamtwochen, AuszeichnungChartplatzierungen (Jahr, Titel, Album, Platzierungen, Wochen, Auszeichnungen, Anmerkungen) | Höchstplatzierung, Gesamtwochen, AuszeichnungChartplatzierungen (Jahr, Titel, Album, Platzierungen, Wochen, Auszeichnungen, Anmerkungen) | Höchstplatzierung, Gesamtwochen, AuszeichnungChartplatzierungen (Jahr, Titel, Album, Platzierungen, Wochen, Auszeichnungen, Anmerkungen) | Höchstplatzierung, Gesamtwochen, AuszeichnungChartplatzierungen (Jahr, Titel, Album, Platzierungen, Wochen, Auszeichnungen, Anmerkungen) | Höchstplatzierung, Gesamtwochen, AuszeichnungChartplatzierungen (Jahr, Titel, Album, Platzierungen, Wochen, Auszeichnungen, Anmerkungen) | Anmerkungen                                                                                                   | [↑]: gemeinsam behandelt mit vorhergehendem Eintrag; [←]: in beiden Charts platziert |
| Jahr | Titel Album                                                                      | DE | AT | CH | UK | US | Latin | ES | CO | Anmerkungen                                                                                                   |                                                                                      |
| --- | -------------------------------------------------------------------------------- | --- | --- | --- | --- | --- | --- | --- | --- | --- | ------------------------------------------------------------------------------------ |
| 2009 | Ella me cautivó –                                                                | — | — | — | — | — | — | — | — | Erstveröffentlichung: 2009                                                                                    |                                                                                      |
| 2010 | Sin compromiso J Balvin Mix Tape                                                 | — | — | — | — | — | — | — | — | Erstveröffentlichung: 2010                                                                                    |                                                                                      |
| 2012 | En lo oscuro J Balvin Mix Tape                                                   | — | — | — | — | — | — | — | — | Erstveröffentlichung: 2012                                                                                    |                                                                                      |
| 2012 | Yo te lo dije La familia                                                         | — | — | — | — | — | Latin13 ×2Doppelplatin · (20 Wo.)Latin                                                                                                   | — | — | Erstveröffentlichung: 15. März 2012                                                                           |                                                                                      |
| 2012 | Con flow matalo –                                                                | — | — | — | — | — | — | — | — | Erstveröffentlichung: 2. Juni 2012 mit Reykon & Maluma feat. Kevin Roldán, Jay & El Punto, Dragon & Caballero |                                                                                      |
| 2012 | Tranquila La familia                                                             | — | — | — | — | — | Latin34 Platin · (11 Wo.)Latin | — | — | Erstveröffentlichung: 15. Oktober 2012                                                                        |                                                                                      |
| 2013 | 6 AM La familia                                                                  | — | — | — | — | — | Latin3 Diamant · (52 Wo.)Latin | ES22 ×2Doppelplatin + Gold (Streaming) · (54 Wo.)ES                                                                                      | — | Erstveröffentlichung: 15. Oktober 2013 feat. Farruko                                                          |                                                                                      |
| 2013 | Sola La familia                                                                  | — | — | — | — | — | Latin— GoldLatin | — | — | Erstveröffentlichung: 2013                                                                                    |                                                                                      |
| 2014 | Ay vamos La familia B Sides                                                      | — | — | — | — | — | Latin1 Diamant · (41 Wo.)Latin | ES18 ×2Doppelplatin · (51 Wo.)ES | — | Erstveröffentlichung: 22. Juli 2014                                                                           |                                                                                      |
| 2015 | Ginza Energía                                                                    | — | — | CH33 (21 Wo.)CH | — | US84 (15 Wo.)US | Latin1 Diamant · (52 Wo.)Latin | ES1 ×4Vierfachplatin · (58 Wo.)ES | CO— ×5FünffachplatinCO | Erstveröffentlichung: 14. Juli 2015                                                                           |                                                                                      |
| 2016 | Bobo Energía                                                                     | — | — | — | — | — | Latin1 Platin · (26 Wo.)Latin | ES13 ×2Doppelplatin · (40 Wo.)ES | — | Erstveröffentlichung: 13. Mai 2016                                                                            |                                                                                      |
| 2016 | Safari Energía                                                                   | — | — | CH76 (10 Wo.)CH | — | — | Latin3 (30 Wo.)Latin | ES1 ×4Vierfachplatin · (48 Wo.)ES | CO5 (11 Wo.)CO | Erstveröffentlichung: 17. Juni 2016 feat. Pharrell Williams, Bia & Sky                                        |                                                                                      |
| 2017 | Sigo extrañándote Energía                                                        | — | — | — | — | — | Latin9 (26 Wo.)Latin | ES13 ×2Doppelplatin · (35 Wo.)ES | CO8 (24 Wo.)CO | Erstveröffentlichung: 16. Februar 2017                                                                        |                                                                                      |
| 2017 | Si tu novio te deja sola –                                                       | — | — | — | — | — | Latin14 (26 Wo.)Latin | ES— PlatinES | CO13 (8 Wo.)CO | Erstveröffentlichung: 3. März 2017 feat. Bad Bunny                                                            |                                                                                      |
| 2017 | Hey Ma The Fate of the Furious: The Album                                        | DE64 (3 Wo.)DE | AT73 (1 Wo.)AT | CH30 (12 Wo.)CH | — | US— GoldUS | Latin5 (15 Wo.)Latin | ES6 ×3Dreifachplatin · (34 Wo.)ES | — | Erstveröffentlichung: 10. März 2017 mit Pitbull feat. Camila Cabello                                          |                                                                                      |
| 2017 | Bonita –                                                                         | — | — | — | — | — | — | — | — | Erstveröffentlichung: 2. Juni 2017 mit Jowell y Randy                                                         |                                                                                      |
| 2017 | Mi gente Vibras                                                                  | DE3 Platin · (49 Wo.)DE | AT4 Gold · (31 Wo.)AT | CH4 Platin · (37 Wo.)CH | UK5 ×2Doppelplatin · (27 Wo.)UK | US19 (30 Wo.)US | Latin1 ×6×8Sechsfachdiamant + Achtfachplatin · (56 Wo.)Latin                                                                             | ES1 ×4Vierfachplatin · (37 Wo.)ES | CO1 (19 Wo.)CO | Erstveröffentlichung: 30. Juni 2017 mit Willy William                                                         |                                                                                      |
| 2017 | Mi gente (Remix) –[DE: ↑][AT: ↑]                                                 | DE3 Platin · (49 Wo.)DE | AT4 Gold · (31 Wo.)AT | CH16 (9 Wo.)CH[UK: ↑] | UK5 ×2Doppelplatin · (27 Wo.)UK | US3 (30 Wo.)US[Latin: ↑] | Latin1 ×6×8Sechsfachdiamant + Achtfachplatin · (56 Wo.)Latin                                                                             | ES15 Gold · (14 Wo.)ES | — | Erstveröffentlichung: 29. September 2017 mit Willy William feat. Beyoncé                                      |                                                                                      |
| 2017 | Sensualidad –                                                                    | — | — | — | — | — | Latin8 ×2×8Doppeldiamant + Achtfachplatin · (26 Wo.)Latin                                                                                | ES1 ×2Doppelplatin · (23 Wo.)ES | CO2 (23 Wo.)CO | Erstveröffentlichung: 3. November 2017 mit Bad Bunny & Prince Royce feat. DJ Luian & Mambo Kingz              |                                                                                      |
| 2017 | Downtown –                                                                       | — | — | CH73 (9 Wo.)CH | — | — | Latin14 ×6Sechsfachplatin · (22 Wo.)Latin                                                                                                | ES8 ×3Dreifachplatin · (33 Wo.)ES | CO7 ×4Vierfachplatin · (17 Wo.)CO | Erstveröffentlichung: 19. November 2017 mit Anitta                                                            |                                                                                      |
| 2017 | Bum bum tam tam –                                                                | DE51 Gold · (19 Wo.)DE | — | CH51 (15 Wo.)CH | — | — | Latin23 ×6Sechsfachplatin · (18 Wo.)Latin                                                                                                | ES9 Platin · (23 Wo.)ES | CO— GoldCO | Erstveröffentlichung: 15. Dezember 2017 mit MC Fioti, Future, Stefflon Don & Juan Magán                       |                                                                                      |
| 2017 | Bonita (Remix) –                                                                 | — | — | — | — | — | Latin8 (26 Wo.)Latin | ES8 ×3Dreifachplatin · (44 Wo.)ES | CO5 (27 Wo.)CO | Erstveröffentlichung: 22. Dezember 2017 mit Jowell y Randy feat. Yandel, Ozuna & Nicky Jam                    |                                                                                      |
| 2018 | Machika Vibras                                                                   | — | — | CH94 (2 Wo.)CH | — | — | Latin10 Platin · (20 Wo.)Latin | ES14 Gold · (16 Wo.)ES | CO16 (4 Wo.)CO | Erstveröffentlichung: 19. Januar 2018 feat. Jeon & Anitta                                                     |                                                                                      |
| 2018 | Ahora Vibras                                                                     | — | — | — | — | — | Latin27 (12 Wo.)Latin | ES27 Gold · (18 Wo.)ES | CO12 (16 Wo.)CO | Erstveröffentlichung: 26. Februar 2018                                                                        |                                                                                      |
| 2018 | Ambiente Vibras                                                                  | — | — | — | — | — | Latin11 (20 Wo.)Latin | ES30 Platin · (20 Wo.)ES | CO6 (22 Wo.)CO | Erstveröffentlichung: 13. April 2018                                                                          |                                                                                      |
| 2018 | Dime –                                                                           | — | — | — | — | — | Latin21 Gold · (7 Wo.)Latin | — | — | Erstveröffentlichung: 20. April 2018 mit Reval & Bad Bunny feat. Arcángel & De La Ghetto                      |                                                                                      |
| 2018 | Positivo –                                                                       | — | — | — | — | — | — | — | — | Erstveröffentlichung: 30. April 2018 mit Michael Brun                                                         |                                                                                      |
| 2018 | No es justo Vibras                                                               | — | — | — | — | — | — | ES5 ×3Dreifachplatin · (40 Wo.)ES | CO1 (41 Wo.)CO | Erstveröffentlichung: 11. Mai 2018 feat. Zion y Lennox                                                        |                                                                                      |
| 2018 | Dónde estarás Vibras                                                             | — | — | — | — | — | — | — | — | Erstveröffentlichung: 17. Mai 2018                                                                            |                                                                                      |
| 2018 | X (Remix) –                                                                      | — | — | — | — | — | — | ES15 ×2Doppelplatin · (22 Wo.)ES | CO9 (7 Wo.)CO | Erstveröffentlichung: 28. Juni 2018 mit Nicky Jam feat. Maluma & Ozuna                                        |                                                                                      |
| 2018 | Reggaetón –                                                                      | — | — | — | — | — | Latin13 (21 Wo.)Latin | ES26 Platin · (23 Wo.)ES | CO7 Gold · (16 Wo.)CO | Erstveröffentlichung: 17. November 2018                                                                       |                                                                                      |
| 2019 | Bajo cero –                                                                      | — | — | — | — | — | — | — | — | Erstveröffentlichung: 18. Januar 2019 mit Sky & Jhay Cortez feat. MadeinTYO                                   |                                                                                      |
| 2019 | Bola rebola –                                                                    | — | — | — | — | — | Latin46 Platin · (1 Wo.)Latin | — | — | Erstveröffentlichung: 2. Februar 2019 mit Tropkillaz & Anitta feat. MC Zaac                                   |                                                                                      |
| 2019 | I Can’t Get Enough –                                                             | DE53 (6 Wo.)DE | AT38 (4 Wo.)AT | CH28 (8 Wo.)CH | UK42 (8 Wo.)UK | US66 Gold · (5 Wo.)US | — | — | — | Erstveröffentlichung: 28. Februar 2019 mit Benny Blanco, Tainy & Selena Gomez                                 |                                                                                      |
| 2019 | Contra la pared –                                                                | — | — | CH57 (13 Wo.)CH | — | — | Latin11 ×3Dreifachplatin · (20 Wo.)Latin                                                                                                 | ES9 ×2Doppelplatin · (25 Wo.)ES | CO16 (4 Wo.)CO | Erstveröffentlichung: 15. März 2019 mit Sean Paul                                                             |                                                                                      |
| 2019 | Con altura –                                                                     | — | — | CH98 Gold · (1 Wo.)CH | — | US— ×2DoppelplatinUS | Latin12 (26 Wo.)Latin | ES1 ×5Fünffachplatin · (55 Wo.)ES | CO15 Gold · (25 Wo.)CO | Erstveröffentlichung: 28. März 2019 mit Rosalía feat. El Guincho                                              |                                                                                      |
| 2019 | La rebelión –                                                                    | — | — | — | — | — | — | — | — | Erstveröffentlichung: 1. April 2019                                                                           |                                                                                      |
| 2019 | Ven y hazlo tu –                                                                 | — | — | — | — | — | Latin39 (2 Wo.)Latin | ES56 (2 Wo.)ES | — | Erstveröffentlichung: 16. Mai 2019 mit Nicky Jam, Anuel AA & Arcángel                                         |                                                                                      |
| 2019 | Qué pretendes Oasis                                                              | — | — | CH31 (3 Wo.)CH | — | US65 (5 Wo.)US | Latin2 Platin · (26 Wo.)Latin | ES5 ×3Dreifachplatin · (24 Wo.)ES | CO4 (29 Wo.)CO | Erstveröffentlichung: 28. Juni 2019 mit Bad Bunny                                                             |                                                                                      |
| 2019 | Qué pena –                                                                       | — | — | CH60 Gold · (2 Wo.)CH | — | — | Latin13 (22 Wo.)Latin | ES21 Platin · (14 Wo.)ES | CO5 (11 Wo.)CO | Erstveröffentlichung: 27. September 2019 mit Maluma                                                           |                                                                                      |
| 2019 | Blanco Colores                                                                   | — | — | — | — | — | Latin18 ×5Fünffachplatin · (20 Wo.)Latin                                                                                                 | ES7 ×2Doppelplatin · (28 Wo.)ES | CO4 (25 Wo.)CO | Erstveröffentlichung: 15. November 2019                                                                       |                                                                                      |
| 2020 | Morado Colores                                                                   | — | — | — | — | — | Latin7 ×5Fünffachplatin · (23 Wo.)Latin                                                                                                  | ES3 ×3Dreifachplatin · (30 Wo.)ES | CO3 (27 Wo.)CO | Erstveröffentlichung: 9. Januar 2020                                                                          |                                                                                      |
| 2020 | Medusa –                                                                         | — | — | — | — | — | Latin12 Diamant · (13 Wo.)Latin | ES5 ×2Doppelplatin · (16 Wo.)ES | CO16 (3 Wo.)CO | Erstveröffentlichung: 5. Februar 2020 mit Jhay Cortez & Anuel AA                                              |                                                                                      |
| 2020 | Rojo Colores                                                                     | — | — | CH40 (16 Wo.)CH | — | — | Latin10 ×5Fünffachplatin · (22 Wo.)Latin                                                                                                 | ES2 ×3Dreifachplatin · (29 Wo.)ES | CO1 (32 Wo.)CO | Erstveröffentlichung: 27. Februar 2020                                                                        |                                                                                      |
| 2020 | Amarillo Colores                                                                 | — | — | CH44 (4 Wo.)CH | — | — | Latin8 ×3Dreifachplatin · (12 Wo.)Latin                                                                                                  | ES1 ×2Doppelplatin · (27 Wo.)ES | CO2 (18 Wo.)CO | Erstveröffentlichung: 19. März 2020                                                                           |                                                                                      |
| 2020 | Gris Colores                                                                     | — | — | — | — | — | Latin38 Platin · (1 Wo.)Latin | ES8 Platin · (15 Wo.)ES | CO5 (3 Wo.)CO | Erstveröffentlichung: 8. April 2020                                                                           |                                                                                      |
| 2020 | Verde Colores                                                                    | — | — | — | — | — | Latin43 Platin · (1 Wo.)Latin | ES19 (2 Wo.)ES | CO10 (1 Wo.)CO | Erstveröffentlichung: 18. April 2020 mit Sky                                                                  |                                                                                      |
| 2020 | Rosa Colores                                                                     | — | — | — | — | — | Latin31 Platin · (1 Wo.)Latin | ES10 Gold · (6 Wo.)ES | CO6 (2 Wo.)CO | Erstveröffentlichung: 1. Mai 2020                                                                             |                                                                                      |
| 2020 | Azul Colores                                                                     | — | — | CH76 (9 Wo.)CH | — | — | Latin22 ×2Doppelplatin · (20 Wo.)Latin                                                                                                   | ES9 ×2Doppelplatin · (22 Wo.)ES | CO3 (25 Wo.)CO | Erstveröffentlichung: 11. Juni 2020 Charteinstieg CH: 2025                                                    |                                                                                      |
| 2020 | Negro Colores                                                                    | — | — | — | — | — | Latin36 Platin · (1 Wo.)Latin | ES13 Gold · (9 Wo.)ES | CO7 (4 Wo.)CO | Erstveröffentlichung: 3. Juli 2020                                                                            |                                                                                      |
| 2020 | Agua The SpongeBob Movie: Sponge On The Run (Original Motion Picture Soundtrack) | — | — | CH80 (4 Wo.)CH | — | US— GoldUS | Latin5 (20 Wo.)Latin | ES1 ×2Doppelplatin · (22 Wo.)ES | CO1 (15 Wo.)CO | Erstveröffentlichung: 10. Juli 2020 mit Tainy                                                                 |                                                                                      |
| 2020 | Un día (One Day) Jose                                                            | DE94 (2 Wo.)DE | — | CH30 (16 Wo.)CH | UK72 (4 Wo.)UK | US63 (14 Wo.)US | Latin1 ×5Diamant + Fünffachplatin · (26 Wo.)Latin                                                                                        | ES6 ×3Dreifachplatin · (42 Wo.)ES | CO1 (19 Wo.)CO | Erstveröffentlichung: 24. Juli 2020 mit Dua Lipa, Bad Bunny & Tainy                                           |                                                                                      |
| 2020 | Relación (Remix) –                                                               | — | — | — | — | US64 (11 Wo.)US | Latin2 (27 Wo.)Latin | ES2 ×3Dreifachplatin · (37 Wo.)ES | CO6 (25 Wo.)CO | Erstveröffentlichung: 4. September 2020 mit Sech, Daddy Yankee, Farruko, & Rosalía                            |                                                                                      |
| 2020 | La luz –                                                                         | — | — | — | — | — | Latin22 (17 Wo.)Latin | ES7 Platin · (18 Wo.)ES | CO19 (3 Wo.)CO | Erstveröffentlichung: 31. Oktober 2020 mit Sech                                                               |                                                                                      |
| 2021 | Tu veneno –                                                                      | — | — | — | — | — | Latin6 (18 Wo.)Latin | ES30 Gold · (5 Wo.)ES | CO11 (3 Wo.)CO | Erstveröffentlichung: 19. März 2021                                                                           |                                                                                      |
| 2021 | Otra noche sin ti Jose                                                           | — | — | CH39 (7 Wo.)CH | — | — | Latin5 (20 Wo.)Latin | ES25 Platin · (11 Wo.)ES | CO15 (1 Wo.)CO | Erstveröffentlichung: 9. April 2021 feat. Khalid                                                              |                                                                                      |
| 2021 | 7 de Mayo Jose                                                                   | — | — | — | — | — | Latin48 (1 Wo.)Latin | — | — | Erstveröffentlichung: 7. Mai 2021                                                                             |                                                                                      |
| 2021 | ¿Qué más pues? Jose                                                              | — | — | CH54 (13 Wo.)CH | — | — | Latin14 (20 Wo.)Latin | ES2 ×6Sechsfachplatin · (51 Wo.)ES | CO2 (29 Wo.)CO | Erstveröffentlichung: 28. Mai 2021 feat. Maria Becerra                                                        |                                                                                      |
| 2021 | Otro fili Jose                                                                   | — | — | — | — | — | Latin26 (1 Wo.)Latin | ES51 Gold · (4 Wo.)ES | — | Erstveröffentlichung: 11. Juni 2021 feat. Jay Wheeler                                                         |                                                                                      |
| 2021 | Poblado (Remix) Jose                                                             | — | — | — | — | — | Latin11 (20 Wo.)Latin | ES12 Platin · (15 Wo.)ES | CO4 (22 Wo.)CO | Erstveröffentlichung: 18. Juni 2021 feat. Karol G & Nicky Jam, Crissin, Totoy El Frio & Natan & Shander       |                                                                                      |
| 2021 | AM (Remix) –                                                                     | — | — | — | — | US41 (10 Wo.)US | Latin4 ×2Doppeldiamant · (26 Wo.)Latin                                                                                                   | ES6 ×3Dreifachplatin · (32 Wo.)ES | CO3 (30 Wo.)CO | Erstveröffentlichung: 24. Juni 2021 mit Nio Garcia & Bad Bunny                                                |                                                                                      |
| 2021 | In da Getto Jose                                                                 | DE56 (11 Wo.)DE | — | CH25 (13 Wo.)CH | — | US90 (3 Wo.)US | Latin5 (23 Wo.)Latin | ES15 ×2Doppelplatin · (30 Wo.)ES | CO15 (1 Wo.)CO | Erstveröffentlichung: 2. Juli 2021 feat. Skrillex                                                             |                                                                                      |
| 2021 | Que locura Jose                                                                  | — | — | — | — | — | Latin41 (1 Wo.)Latin | — | — | Erstveröffentlichung: 13. August 2021                                                                         |                                                                                      |
| 2021 | Sal y Perrea (Remix) –                                                           | — | — | — | — | — | Latin14 (23 Wo.)Latin | — | — | Erstveröffentlichung: 1. Oktober 2021 mit Sech & Daddy Yankee                                                 |                                                                                      |
| 2021 | Una Nota Jose                                                                    | — | — | — | — | — | Latin11 (20 Wo.)Latin | ES28 Platin · (11 Wo.)ES | CO8 (10 Wo.)CO | Erstveröffentlichung: 12. November 2021 mit Sech                                                              |                                                                                      |
| 2022 | Sigue –                                                                          | DE— aDE | — | CH34 (5 Wo.)CH | UK96 (1 Wo.)UK | US89 (1 Wo.)US | Latin7 (8 Wo.)Latin | ES76 Gold · (4 Wo.)ES | — | Erstveröffentlichung: 25. März 2022 mit Ed Sheeran                                                            |                                                                                      |
| 2022 | Forever My Love –                                                                | — | — | CH49 (2 Wo.)CH | — | — | Latin11 (6 Wo.)Latin | — | — | Erstveröffentlichung: 25. März 2022 mit Ed Sheeran                                                            |                                                                                      |
| 2022 | Un paso –                                                                        | — | — | — | — | — | — | ES100 (1 Wo.)ES | — | Erstveröffentlichung: 21. Juli 2022 mit Trueno                                                                |                                                                                      |
| 2023 | En Alta Rayo                                                                     | — | — | — | — | — | — | ES63 (2 Wo.)ES | — | Erstveröffentlichung: 23. Juni 2023 feat. Quevedo, Omar Courtz & Yovngchimi                                   |                                                                                      |
| 2023 | Dientes –                                                                        | — | — | — | — | — | Latin26 Platin · (5 Wo.)Latin | — | — | Erstveröffentlichung: 15. September 2023 mit Usher & DJ Khaled                                                |                                                                                      |
| 2024 | Polvo de Tu Vida Rayo                                                            | — | — | — | — | — | Latin47 (1 Wo.)Latin | — | — | Erstveröffentlichung: 7. Juni 2024 feat. Chencho Corleone                                                     |                                                                                      |
| 2024 | Gaga Rayo                                                                        | — | — | — | — | — | — | ES45 (2 Wo.)ES | — | Erstveröffentlichung: 11. Juli 2024 feat. Saiko                                                               |                                                                                      |
| 2024 | Doblexxó Rayo                                                                    | — | — | — | — | — | Latin13 ×3Dreifachplatin · (8 Wo.)Latin                                                                                                  | ES29 Gold · (6 Wo.)ES | — | Erstveröffentlichung: 8. August 2024 feat. Feid                                                               |                                                                                      |
| 2025 | Rio Mixteip                                                                      | — | — | — | — | — | Latin43 (1 Wo.)Latin | — | — | Erstveröffentlichung: 24. Januar 2025                                                                         |                                                                                      |
| 2025 | Noventa –                                                                        | — | — | — | — | — | — | — | — | Erstveröffentlichung: 2. Juli 2025 mit DJ Snake                                                               |                                                                                      |
| Folgende Lieder erschienen nicht als Single, wurden aber durch das Album zum Download und Streaming bereitgestellt und konnten somit eine Platzierung erlangen: |                                                                                  | | | | | | | | | |                                                                                      |
| |                                                                                  | | | | | | | | | |                                                                                      |
| 2016 | Pierde los modales Energía                                                       | — | — | — | — | — | — | ES62 Gold · (20 Wo.)ES | — | feat. Daddy Yankee                                                                                            |                                                                                      |
| 2018 | Brillo Vibras                                                                    | — | — | — | — | — | — | ES18 ×2Doppelplatin · (26 Wo.)ES | — | Charteinstieg: 25. Mai 2018 feat. Rosalía                                                                     |                                                                                      |
| 2018 | Peligrosa Vibras                                                                 | — | — | — | — | — | — | ES50 Platin · (19 Wo.)ES | — | Charteinstieg: 25. Mai 2018 feat. Wisin & Yandel                                                              |                                                                                      |
| 2018 | En mí Vibras                                                                     | — | — | — | — | — | — | ES100 (1 Wo.)ES | — | Charteinstieg: 25. Mai 2018                                                                                   |                                                                                      |
| 2019 | La canción Oasis                                                                 | — | — | — | — | US84 (8 Wo.)US | Latin1 Platin · (35 Wo.)Latin | ES7 ×6Sechsfachplatin · (33 Wo.)ES | CO3 (38 Wo.)CO | Videoauskopplung: 14. Oktober 2019 mit Bad Bunny                                                              |                                                                                      |
| 2019 | Yo le llego Oasis                                                                | — | — | — | — | — | Latin18 Gold · (4 Wo.)Latin | ES45 Gold · (2 Wo.)ES | — | Videoauskopplung: 9. August 2019 mit Bad Bunny                                                                |                                                                                      |
| 2019 | Cuidao por ahí Oasis                                                             | — | — | — | — | — | Latin26 Gold · (2 Wo.)Latin | ES61 (1 Wo.)ES | — | Videoauskopplung: 23. August 2019 mit Bad Bunny                                                               |                                                                                      |
| 2019 | Mojaita Oasis                                                                    | — | — | — | — | — | Latin16 Gold · (5 Wo.)Latin | ES20 Platin · (12 Wo.)ES | — | Charteinstieg: 13. Juli 2019 mit Bad Bunny                                                                    |                                                                                      |
| 2019 | Un peso Oasis                                                                    | — | — | — | — | — | Latin23 Gold · (3 Wo.)Latin | ES50 Platin · (3 Wo.)ES | CO19 (1 Wo.)CO | Charteinstieg: 13. Juli 2019 mit Bad Bunny feat. Marciano Cantero                                             |                                                                                      |
| 2019 | Odio Oasis                                                                       | — | — | — | — | — | Latin29 Gold · (2 Wo.)Latin | ES65 (1 Wo.)ES | — | Charteinstieg: 13. Juli 2019 mit Bad Bunny                                                                    |                                                                                      |
| 2019 | Como un bebé Oasis                                                               | — | — | — | — | — | Latin33 ×5Fünffachplatin · (2 Wo.)Latin                                                                                                  | ES55 Platin · (4 Wo.)ES | — | Charteinstieg: 13. Juli 2019 mit Bad Bunny feat. Mr. Eazi                                                     |                                                                                      |
| 2020 | Arcoiris Colores                                                                 | — | — | — | — | — | Latin47 Platin · (1 Wo.)Latin | ES23 (2 Wo.)ES | CO12 (1 Wo.)CO | Charteinstieg: 31. März 2020 mit Mr Eazi                                                                      |                                                                                      |
| 2021 | Bebé Que Bien Te Ves Jose                                                        | — | — | — | — | — | — | — | CO14 (2 Wo.)CO | Charteinstieg: 16. September 2021 feat. Feid                                                                  |                                                                                      |
| 2021 | Te Acuerdas de Mi Jose                                                           | — | — | — | — | — | Latin33 (1 Wo.)Latin | — | — | Charteinstieg: 25. September 2021 mit Yandel                                                                  |                                                                                      |
| 2021 | La Venganza Jose                                                                 | — | — | — | — | — | Latin46 (1 Wo.)Latin | — | — | Charteinstieg: 25. September 2021 mit Jhay Cortez                                                             |                                                                                      |
| 2021 | Perra Jose                                                                       | — | — | — | — | — | Latin48 (1 Wo.)Latin | — | — | Charteinstieg: 25. September 2021 mit Tokischa                                                                |                                                                                      |
| 2021 | Billetes de 100 Jose                                                             | — | — | — | — | — | Latin49 (1 Wo.)Latin | — | — | Charteinstieg: 25. September 2021 mit Myke Towers                                                             |                                                                                      |

### Als Gastmusiker
| Jahr | Titel Album                                           | Höchstplatzierung, Gesamtwochen, AuszeichnungChartplatzierungen (Jahr, Titel, Album, Platzierungen, Wochen, Auszeichnungen, Anmerkungen) | Höchstplatzierung, Gesamtwochen, AuszeichnungChartplatzierungen (Jahr, Titel, Album, Platzierungen, Wochen, Auszeichnungen, Anmerkungen) | Höchstplatzierung, Gesamtwochen, AuszeichnungChartplatzierungen (Jahr, Titel, Album, Platzierungen, Wochen, Auszeichnungen, Anmerkungen) | Höchstplatzierung, Gesamtwochen, AuszeichnungChartplatzierungen (Jahr, Titel, Album, Platzierungen, Wochen, Auszeichnungen, Anmerkungen) | Höchstplatzierung, Gesamtwochen, AuszeichnungChartplatzierungen (Jahr, Titel, Album, Platzierungen, Wochen, Auszeichnungen, Anmerkungen) | Höchstplatzierung, Gesamtwochen, AuszeichnungChartplatzierungen (Jahr, Titel, Album, Platzierungen, Wochen, Auszeichnungen, Anmerkungen) | Höchstplatzierung, Gesamtwochen, AuszeichnungChartplatzierungen (Jahr, Titel, Album, Platzierungen, Wochen, Auszeichnungen, Anmerkungen) | Höchstplatzierung, Gesamtwochen, AuszeichnungChartplatzierungen (Jahr, Titel, Album, Platzierungen, Wochen, Auszeichnungen, Anmerkungen) | Anmerkungen |
| Jahr | Titel Album                                           | DE | AT | CH | UK | US | Latin | ES | CO | Anmerkungen |
| --- | ----------------------------------------------------- | --- | --- | --- | --- | --- | --- | --- | --- | --- |
| 2009 | Se aloca El lider 1                                   | — | — | — | — | — | — | — | — | Erstveröffentlichung: 2009 Reykon feat. J Balvin |
| 2010 | Quisiera –                                            | — | — | — | — | — | — | — | — | Erstveröffentlichung: 21. September 2010 Pasabordo feat. J Balvin                                                                                             |
| 2011 | Si tú no estás (Remix) –                              | — | — | — | — | — | — | — | — | Erstveröffentlichung: 15. November 2010 Cosculluela feat. Ñejo & Dalmata, Farruko & J Balvin                                                                  |
| 2013 | The Way (Spanglish Version) –                         | — | — | — | — | — | — | — | — | Erstveröffentlichung: 3. September 2013 Ariana Grande feat. J Balvin                                                                                          |
| 2013 | Blurred Lines (Remix) –                               | — | — | — | — | — | — | — | — | Erstveröffentlichung: 2013 Robin Thicke feat. J Balvin & Pharrell Williams                                                                                    |
| 2014 | Cola Song –                                           | DE77 (1 Wo.)DE | — | CH36 (1 Wo.)CH | — | — | — | ES8 Platin + Platin (Streaming) · (20 Wo.)ES                                                                                             | — | Erstveröffentlichung: 15. April 2014 Inna feat. J Balvin |
| 2014 | Travesuras (Remix) Greatest Hits, Vol.1               | — | — | — | — | — | — | — | — | Erstveröffentlichung: 21. Juni 2014 Nicky Jam feat. Arcángel, J Balvin, Zion & De La Ghetto                                                                   |
| 2014 | Translation –                                         | — | — | — | — | — | — | — | — | Erstveröffentlichung: 1. Juli 2014 Vein feat. J Balvin & Belinda                                                                                              |
| 2014 | Solo tu (Remix) –                                     | — | — | — | — | — | — | — | — | Erstveröffentlichung: 3. Juli 2014 Zion & Lennox feat. Nicky Jam & J Balvin                                                                                   |
| 2014 | Tu sombra Jen                                         | — | — | — | — | — | — | — | — | Erstveröffentlichung: 15. Juli 2014 Jencarlos Canela feat. J Balvin                                                                                           |
| 2014 | Orgullo (Remix) –                                     | — | — | — | — | — | — | ES— GoldES | — | Erstveröffentlichung: 17. Oktober 2014 Justin Quiles feat. J Balvin                                                                                           |
| 2014 | La hoja se volteo –                                   | — | — | — | — | — | — | — | — | Erstveröffentlichung: 13. November 2014 Don Miguelo feat. J Balvin & Arcángel                                                                                 |
| 2014 | I Want Cha –                                          | — | — | — | — | — | — | — | — | Erstveröffentlichung: 2014 Xonia feat. J Balvin |
| 2015 | Stuck on a Feeling (Spanish Version) –                | — | — | — | — | — | — | — | — | Erstveröffentlichung: 10. Februar 2015 Prince Royce feat. J Balvin                                                                                            |
| 2015 | Can’t Stop Dancin’ (Remix) –                          | — | — | — | — | — | — | — | — | Erstveröffentlichung: 3. März 2015 Becky G feat. J Balvin |
| 2015 | Tu protagonista (Remix) –                             | — | — | — | — | — | — | — | — | Erstveröffentlichung: 11. März 2015 Messiah feat. Zion & Lenox, J Balvin & Nicky Jam                                                                          |
| 2015 | Sorry (Latino Remix) –                                | — | — | — | — | — | — | — | — | Erstveröffentlichung: 6. November 2015 Justin Bieber feat. J Balvin                                                                                           |
| 2016 | Love is the Name –                                    | — | — | — | — | — | — | — | — | Erstveröffentlichung: 8. April 2016 Sofia Carson feat. J Balvin                                                                                               |
| 2016 | 35 pa las 12 Fireboy Forever II                       | — | — | — | — | — | Latin— GoldLatin | — | — | Erstveröffentlichung: 9. Mai 2016 Fuego feat. J Balvin |
| 2016 | Otra vez Motivan2                                     | — | — | — | — | — | Latin5 (31 Wo.)Latin | ES7 ×5Fünffachplatin · (65 Wo.)ES | CO2 ×3Dreifachplatin · (31 Wo.)CO | Erstveröffentlichung: 5. August 2016 Zion y Lennox feat. J Balvin                                                                                             |
| 2016 | Qué raro Así Como Suena                               | — | — | — | — | — | Latin47 Gold · (1 Wo.)Latin | ES78 (11 Wo.)ES | CO— ×2DoppelplatinCO | Erstveröffentlichung: 17. Mai 2016 Feid feat. J Balvin |
| 2016 | La frontera –                                         | — | — | — | — | — | Latin32 (2 Wo.)Latin | — | — | Erstveröffentlichung: 16. Oktober 2016 Juan Gabriel feat. Julión Alvarez & J Balvin                                                                           |
| 2016 | DM (Remix) –                                          | — | — | — | — | — | Latin33 (2 Wo.)Latin | — | — | Erstveröffentlichung: 26. Dezember 2016 Mueka feat. Cosculluela, J Balvin, Arcángel & De La Ghetto                                                            |
| 2017 | La ocasión (Remix) –                                  | — | — | — | — | — | Latin— ×4VierfachplatinLatin | — | — | Erstveröffentlichung: 8. Februar 2017 DJ Luian & Mambo Kingz feat. De La Ghetto, Ozuna, Arcángel, Anuel AA, Daddy Yankee, Nicky Jam, Farruko, J Balvin & Zion |
| 2017 | Turn Out the Light –                                  | — | — | — | — | — | — | — | — | Erstveröffentlichung: 10. Februar 2017 Cris Cab feat. J Balvin                                                                                                |
| 2017 | Ahora dice Energía                                    | — | — | — | — | — | Latin7 (26 Wo.)Latin | ES7 ×4Vierfachplatin · (53 Wo.)ES | CO5 (30 Wo.)CO | Erstveröffentlichung: 17. März 2017 Chris Jeday presenta J Balvin, Ozuna & Arcángel                                                                           |
| 2017 | Ayer 2 –                                              | — | — | — | — | — | — | ES— PlatinES | — | Erstveröffentlichung: 16. Juni 2017 Anuel AA & DJ Nelson feat. J Balvin, Nicky Jam & Cosculluela                                                              |
| 2018 | X Íntimo                                              | DE13 Gold · (26 Wo.)DE | AT33 (22 Wo.)AT | CH3 ×2Doppelplatin · (57 Wo.)CH | UK74 Gold · (10 Wo.)UK | US41 (21 Wo.)US | Latin1 ×3×5Dreifachdiamant + Fünffachplatin · (47 Wo.)Latin                                                                              | ES1 ×4Vierfachplatin · (28 Wo.)ES | CO1 (22 Wo.)CO | Erstveröffentlichung: 2. März 2018 Nicky Jam feat. J Balvin                                                                                                   |
| 2018 | I Like It Invasion of Privacy                         | DE14 Platin · (34 Wo.)DE | AT14 Platin · (32 Wo.)AT | CH8 ×2Doppelplatin · (51 Wo.)CH | UK8 ×3Dreifachplatin · (32 Wo.)UK | US1 Diamant + Platin · (51 Wo.)US | — | ES10 ×2Doppelplatin · (41 Wo.)ES | CO13 (14 Wo.)CO | Erstveröffentlichung: 6. April 2018 Cardi B feat. Bad Bunny & J Balvin                                                                                        |
| 2018 | Perdido Poo Bear presents: Bearthday Music            | — | — | — | — | — | — | — | — | Erstveröffentlichung: 20. April 2018 Poo Bear feat. J Balvin                                                                                                  |
| 2018 | Familiar LP1                                          | DE50 (17 Wo.)DE | AT65 (1 Wo.)AT | CH52 (11 Wo.)CH | UK14 Platin · (19 Wo.)UK | — | — | ES65 Gold · (13 Wo.)ES | — | Erstveröffentlichung: 20. April 2018 Liam Payne feat. J Balvin                                                                                                |
| 2018 | Mocca (Remix) –                                       | — | — | — | — | — | — | — | CO14 (6 Wo.)CO | Erstveröffentlichung: 27. April 2018 Lalo Ebratt & Trapical feat. J Balvin                                                                                    |
| 2018 | Estan pa’ mí Eyez On Me                               | — | — | — | — | — | — | — | — | Erstveröffentlichung: 4. Mai 2018 Jhay Cortez feat. J Balvin                                                                                                  |
| 2018 | Mi cama (Remix) Ocean                                 | — | — | — | — | — | Latin6 Diamant · (20 Wo.)Latin | — | — | Erstveröffentlichung: 13. Juli 2018 Karol G feat. J Balvin & Nicky Jam                                                                                        |
| 2018 | Caliente Mi movimiento                                | — | — | — | — | — | — | — | — | Erstveröffentlichung: 7. September 2018 De La Ghetto feat. J Balvin                                                                                           |
| 2018 | Ponle Gangalee                                        | — | — | — | — | — | Latin23 (17 Wo.)Latin | ES74 Platin · (8 Wo.)ES | — | Erstveröffentlichung: 7. September 2018 Farruko feat. Rvssian & J Balvin                                                                                      |
| 2018 | El peor Cariño mío                                    | — | — | — | — | — | — | — | — | Erstveröffentlichung: 14. September 2018 Chyno Miranda feat. J Balvin                                                                                         |
| 2018 | Just Wanna Love You Diamonds                          | — | — | — | — | — | — | — | — | Erstveröffentlichung: 14. September 2018 Cris Cab feat. J Balvin                                                                                              |
| 2018 | Say My Name 7                                         | DE30 Gold · (22 Wo.)DE | AT25 Gold · (20 Wo.)AT | CH14 (28 Wo.)CH | UK91 Silber · (2 Wo.)UK | US— PlatinUS | — | ES18 Platin · (35 Wo.)ES | — | Erstveröffentlichung: 26. Oktober 2018 David Guetta feat. Bebe Rexha & J Balvin                                                                               |
| 2019 | Tudo bom –                                            | — | — | — | — | — | — | — | — | Erstveröffentlichung: 13. Februar 2019 Static & Ben El Tavori feat. J Balvin                                                                                  |
| 2019 | Mañana es Too Late Aire (versión día)                 | — | — | — | — | — | — | — | — | Erstveröffentlichung: 12. April 2019 Jesse & Joy feat. J Balvin                                                                                               |
| 2019 | Baila Baila Baila (Remix) –                           | — | — | — | — | US69 (9 Wo.)US | Latin3 (30 Wo.)Latin | ES— ×2DoppelplatinES | — | Erstveröffentlichung: 25. April 2019 Ozuna feat. Daddy Yankee, J Balvin, Farruko & Anuel AA                                                                   |
| 2019 | No me conoce (Remix) Famouz                           | — | — | — | — | US78 (14 Wo.)US | Latin4 ×9Neunfachdiamant · (41 Wo.)Latin                                                                                                 | — | CO4 (37 Wo.)CO | Erstveröffentlichung: 17. Mai 2019 Jhay Cortez feat. J Balvin & Bad Bunny                                                                                     |
| 2019 | Haute Legendary                                       | — | AT58 (1 Wo.)AT | CH23 (2 Wo.)CH | UK66 (1 Wo.)UK | — | — | — | — | Erstveröffentlichung: 5. Juni 2019 Tyga feat. J Balvin & Chris Brown                                                                                          |
| 2019 | Loco contigo Carte Blanche                            | DE3 Platin · (28 Wo.)DE | AT13 Platin · (23 Wo.)AT | CH2 (41 Wo.)CH | UK87 Silber · (3 Wo.)UK | US95 Platin · (2 Wo.)US | Latin4 (37 Wo.)Latin | ES8 ×2Doppelplatin · (37 Wo.)ES | CO20 (1 Wo.)CO | Erstveröffentlichung: 14. Juni 2019 DJ Snake feat. J Balvin & Tyga                                                                                            |
| 2019 | China Emmanuel                                        | DE50 (9 Wo.)DE | AT67 (1 Wo.)AT | CH10 (23 Wo.)CH | — | US43 (18 Wo.)US | Latin1 Gold · (30 Wo.)Latin | ES1 ×8Achtfachplatin · (60 Wo.)ES | CO1 (32 Wo.)CO | Erstveröffentlichung: 19. Juli 2019 Anuel AA, Daddy Yankee & Karol G feat. J Balvin & Ozuna                                                                   |
| 2019 | Indeciso –                                            | — | — | — | — | — | Latin31 (20 Wo.)Latin | ES4 ×4Vierfachplatin · (41 Wo.)ES | CO7 (21 Wo.)CO | Erstveröffentlichung: 23. August 2019 Reik feat. J Balvin & Lalo Ebratt                                                                                       |
| 2019 | Que calor Music Is the Weapon                         | — | — | CH53 Gold · (6 Wo.)CH | — | US— GoldUS | Latin13 (24 Wo.)Latin | ES18 ×2Doppelplatin · (24 Wo.)ES | — | Erstveröffentlichung: 11. September 2019 Major Lazer feat. J Balvin & El Alfa                                                                                 |
| 2019 | Ritmo (Bad Boys for Life) Translation                 | DE24 Gold · (25 Wo.)DE | AT67 Gold · (6 Wo.)AT | CH6 Platin · (28 Wo.)CH | UK— SilberUK | US26 ×2Doppelplatin · (27 Wo.)US | Latin1 (52 Wo.)Latin | ES2 ×3Dreifachplatin · (44 Wo.)ES | CO1 (20 Wo.)CO | Erstveröffentlichung: 11. Oktober 2019 The Black Eyed Peas feat. J Balvin                                                                                     |
| 2020 | Anaranjado Viva el Perreo                             | — | — | — | — | — | Latin31 (9 Wo.)Latin | ES69 Gold · (5 Wo.)ES | CO10 (15 Wo.)CO | Erstveröffentlichung: 16. Juli 2020 Jowell y Randy feat. J Balvin                                                                                             |
| 2020 | Mood (Remix) –                                        | — | — | — | — | — | — | ES67 (2 Wo.)ES | — | Erstveröffentlichung: 6. November 2020 24kGoldn feat. Justin Bieber, J Balvin & Iann Dior                                                                     |
| 2020 | De Cora <3 Afrodisíaco                                | — | — | — | — | — | Latin16 (14 Wo.)Latin | ES18 Platin · (16 Wo.)ES | — | Erstveröffentlichung: 12. November 2020 Rauw Alejandro feat. J Balvin                                                                                         |
| 2020 | Baby Famoso                                           | — | — | CH22 (2 Wo.)CH | — | — | — | ES99 (1 Wo.)ES | — | Erstveröffentlichung: 20. November 2020 Sfera Ebbasta feat. J Balvin                                                                                          |
| 2021 | Location KG0516                                       | — | — | — | — | — | Latin6 ×6Sechsfachplatin · (18 Wo.)Latin                                                                                                 | ES13 Platin · (19 Wo.)ES | CO10 (8 Wo.)CO | Erstveröffentlichung: 12. Februar 2021 Karol G feat. Anuel AA & J Balvin                                                                                      |
| 2021 | Nirvana All In                                        | — | — | — | UK38 (3 Wo.)UK | — | — | — | — | Erstveröffentlichung: 29. Juli 2021 Skepta feat. J Balvin |
| 2021 | Tata (Remix) –                                        | — | — | — | — | — | Latin50 (1 Wo.)Latin | — | — | Erstveröffentlichung: 29. Juli 2021 Eladio Carrión feat. J Balvin, Daddy Yankee & Bobby Shmurda                                                               |
| 2023 | Colmillo Data                                         | — | — | — | — | — | — | ES51 (5 Wo.)ES | — | Erstveröffentlichung: 11. Oktober 2023 Tainy feat. J Balvin, Young Miko & Jowell & Randy                                                                      |
| 2023 | Let’s Go –                                            | — | — | — | — | — | — | — | — | Erstveröffentlichung: 20. Oktober 2023 Will.i.am feat. J Balvin                                                                                               |
| 2024 | +57 –                                                 | — | — | CH82 (1 Wo.)CH | — | US62 (1 Wo.)US | Latin4 (14 Wo.)Latin | ES4 Gold · (14 Wo.)ES | — | Erstveröffentlichung: 7. November 2024 Karol G, Feid & DFZM feat. Ovy on the Drums, J Balvin, Maluma, Ryan Castro & Blessd                                    |
| Folgende Lieder erschienen nicht als Single, wurden aber durch das Album zum Download und Streaming bereitgestellt und konnten somit eine Platzierung erlangen: |                                                       | | | | | | | | | |
| |                                                       | | | | | | | | | |
| 2017 | Quiero repetir Odisea                                 | — | — | — | — | — | — | ES33 Gold · (21 Wo.)ES | CO4 (33 Wo.)CO | Ozuna feat. J Balvin |
| 2017 | Buscando huellas Know No Better EP                    | — | — | — | — | — | — | ES58 Gold · (12 Wo.)ES | — | Major Lazer feat. J Balvin & Sean Paul |
| 2018 | Sígueme los pasos Aura                                | — | — | — | — | — | — | ES99 (1 Wo.)ES | — | Charteinstieg: 24. August 2018 Ozuna feat. J Balvin & Natti Natasha                                                                                           |
| 2019 | Mi gente (Homecoming Live) Homecoming: The Live Album | — | — | — | — | — | Latin39 (1 Wo.)Latin | — | — | Beyoncé feat. J Balvin |
| 2019 | You Stay Father of Asahd                              | — | — | — | — | US44 Platin · (4 Wo.)US | — | — | — | Charteinstieg: 1. Juni 2019 DJ Khaled feat. Meek Mill, J Balvin, Lil Baby & Jeremih                                                                           |
| 2020 | No Te Vayas Quien Contra Mí 2                         | — | — | — | — | — | Latin49 (1 Wo.)Latin | — | — | Yandel feat. J Balvin |
| 2020 | Una Locura Enoc                                       | — | — | — | — | — | Latin29 (20 Wo.)Latin | ES3 ×3Dreifachplatin · (31 Wo.)ES | CO3 (36 Wo.)CO | Charteinstieg: 13. September 2020 Ozuna feat. J Balvin & Chencho Corleone                                                                                     |
| 2024 | Cometa Halley Sakura                                  | — | — | — | — | — | — | ES26 (2 Wo.)ES | — | Saiko feat. J Balvin |

## Sonderveröffentlichungen

### Remixe
- 2013: Mal de amores (Remix) (Juan Magán feat. J Balvin)

### Samplerbeiträge
- 2021: Wherever I May Roam auf The Metallica Blacklist

## Statistik

### Chartauswertung
|                     | DE    | AT    | CH    | UK    | US    | Latin       | ES    | CO    |
| ------------------- | ----- | ----- | ----- | ----- | ----- | ----------- | ----- | ----- |
| Nummer-eins-Alben   | DE—DE | AT—AT | CH—CH | UK—UK | US—US | Latin4Latin | ES1ES | CO—CO |
| Top-10-Alben        | DE—DE | AT—AT | CH1CH | UK—UK | US1US | Latin6Latin | ES3ES | CO—CO |
| Alben in den Charts | DE1DE | AT1AT | CH6CH | UK—UK | US5US | Latin7Latin | ES7ES | CO—CO |

|                       | DE     | AT     | CH     | UK     | US     | Latin        | ES     | CO     |
| --------------------- | ------ | ------ | ------ | ------ | ------ | ------------ | ------ | ------ |
| Nummer-eins-Singles   | DE—DE  | AT—AT  | CH—CH  | UK—UK  | US1US  | Latin7Latin  | ES9ES  | CO8CO  |
| Top-10-Singles        | DE2DE  | AT1AT  | CH6CH  | UK2UK  | US2US  | Latin30Latin | ES37ES | CO39CO |
| Singles in den Charts | DE14DE | AT11AT | CH35CH | UK11UK | US17US | Latin76Latin | ES88ES | CO56CO |

### Auszeichnungen für Musikverkäufe
| Land/RegionAuszeichnungen für Musikverkäufe (Land/Region, Auszeichnungen, Verkäufe, Quellen) | Silber     | Gold         | Platin         | Diamant         | Verkäufe   | Quellen              |
| -------------------------------------------------------------------------------------------- | ---------- | ------------ | -------------- | --------------- | ---------- | -------------------- |
| Argentinien (CAPIF)                                                                          | —          | 4× Gold4     | 5× Platin5     | 2× Diamant2     | 405.000    | Einzelnachweise      |
| Australien (ARIA)                                                                            | —          | 3× Gold3     | 13× Platin13   | —               | 1.015.000  | aria.com.au          |
| Belgien (BRMA)                                                                               | —          | 5× Gold5     | 3× Platin3     | —               | 190.000    | ultratop.be          |
| Brasilien (PMB)                                                                              | —          | 14× Gold14   | 20× Platin20   | 10× Diamant10   | 2.780.000  | pro-musicabr.org.br  |
| Chile (IFPI)                                                                                 | —          | 7× Gold7     | 20× Platin20   | —               | 1.915.000  | profovi.cl CL2 CL3   |
| Dänemark (IFPI)                                                                              | —          | 4× Gold4     | 2× Platin2     | —               | 360.000    | ifpi.dk              |
| Deutschland (BVMI)                                                                           | —          | 4× Gold4     | 3× Platin3     | —               | 2.000.000  | musikindustrie.de    |
| Ecuador (SOPROFON)                                                                           | —          | Gold1        | 10× Platin10   | 7× Diamant7     | 486.000    | Einzelnachweise      |
| Finnland (IFPI)                                                                              | —          | —            | Platin1        | —               | 40.000     | Einzelnachweise      |
| Frankreich (SNEP)                                                                            | —          | 10× Gold10   | Platin1        | 8× Diamant8     | 3.566.331  | snepmusique.com      |
| Italien (FIMI)                                                                               | —          | 13× Gold13   | 38× Platin38   | —               | 2.570.000  | fimi.it              |
| Kanada (MC)                                                                                  | —          | 2× Gold2     | 15× Platin15   | 2× Diamant2     | 2.880.000  | musiccanada.com      |
| Kolumbien (ASINCOL)                                                                          | —          | 6× Gold6     | 10× Platin10   | 11× Diamant11   | 2.405.000  | Einzelnachweise      |
| Mexiko (AMPROFON)                                                                            | —          | 23× Gold23   | 64× Platin64   | 41× Diamant41   | 18.915.000 | amprofon.com.mx      |
| Neuseeland (RMNZ)                                                                            | —          | Gold1        | 7× Platin7     | —               | 225.000    | radioscope.co.nz     |
| Niederlande (NVPI)                                                                           | —          | —            | Platin1        | —               | 80.000     | nvpi.nl              |
| Norwegen (IFPI)                                                                              | —          | Gold1        | 2× Platin2     | —               | 130.000    | ifpi.no              |
| Österreich (IFPI)                                                                            | —          | 3× Gold3     | 2× Platin2     | —               | 105.000    | ifpi.at              |
| Peru (UNIMPRO)                                                                               | —          | 2× Gold2     | 8× Platin8     | 10× Diamant10   | 738.000    | Einzelnachweise      |
| Polen (ZPAV)                                                                                 | —          | 4× Gold4     | 19× Platin19   | —               | 885.000    | olis.pl              |
| Portugal (AFP)                                                                               | —          | 13× Gold13   | 30× Platin30   | —               | 365.000    | Einzelnachweise      |
| Rumänien (UFPR)                                                                              | —          | —            | 8× Platin8     | —               | 32.000     | Einzelnachweise      |
| Schweden (IFPI)                                                                              | —          | Gold1        | 3× Platin3     | —               | 160.000    | sverigetopplistan.se |
| Schweiz (IFPI)                                                                               | —          | 3× Gold3     | 6× Platin6     | —               | 150.000    | hitparade.ch         |
| Spanien (Promusicae)                                                                         | —          | 21× Gold21   | 154× Platin154 | —               | 8.160.000  | elportaldemusica.es  |
| Venezuela (APFV)                                                                             | —          | —            | 32× Platin32   | —               | 320.000    | Einzelnachweise      |
| Vereinigte Staaten (RIAA)                                                                    | —          | 16× Gold16   | 128× Platin128 | 34× Diamant34   | 46.860.000 | riaa.com             |
| Vereinigtes Königreich (BPI)                                                                 | 3× Silber3 | Gold1        | 6× Platin6     | —               | 4.600.000  | bpi.co.uk            |
| Zentralamerika (CFC)                                                                         | —          | Gold1        | 10× Platin10   | 5× Diamant5     | 2.185.000  | cfc-musica.com       |
| Insgesamt                                                                                    | 3× Silber3 | 163× Gold163 | 621× Platin621 | 130× Diamant130 |            |                      |